# Superliga Colombiana de Fútsal 2025
La Superliga BetPlay Fútsal 2025 fue la quinta (5.ª) edición del torneo de fútbol sala que enfrenta a los campeones de los dos torneos de la Liga Colombiana de Futsal del 2024 para definir al clasificado que representará a Colombia en la Copa Libertadores de Futsal 2025.
Sabaneros FC se coronó campeón tras ganar en el marcador global 7-2.

## Sistema de juego
Se enfrentaron el campeón del 2024-I (Deportivo Meta) y el del 2024-II (Sabaneros FC) en una serie de partidos a ida y vuelta. El campeón será el club que haga más goles en los dos partidos; en caso de empate se jugarán 2 tiempos extras de 5 minutos, si persiste la igualdad se definirá el campeón por penales.

## Partidos
| Partidos       | Partidos  | Partidos       | Partidos                  | Partidos      | Partidos | Partidos    |
| Local          | Resultado | Visitante      | Lugar                     | Fecha         | Hora     | Transmisión |
| -------------- | --------- | -------------- | ------------------------- | ------------- | -------- | ----------- |
| Deportivo Meta | 1 : 1     | Sabaneros FC   | Coliseo Álvaro Mesa Amaya | 16 de febrero | 10:20    | Win Sports  |
| Sabaneros FC   | 6 : 1     | Deportivo Meta | Coliseo Las Delicias      | 22 de febrero | 10:20    | Win Sports  |

|                                  |
|                                  |
| Campeón Sabaneros FC 1.er título |